# Yiwu (cheval)
Pour les articles homonymes, voir Yiwu.
Le Yiwu (chinois simplifié : 伊吾马 ; chinois traditionnel : 伊吾馬 ; pinyin : Yī wú mǎ) est une race chevaline originaire des steppes de Hami, dans le Xinjiang en Chine. Développée à partir de croisements entre le Kazakh et le Yili après 1955, cette race est parfaitement adaptée à l'altitude. Commun par le passé, le Yiwu est désormais un cheval à faibles effectifs.

## Histoire
Le développement de la race remonte à 1955. Elle est créée dans le haras d'État de Yiwu, dans la préfecture de Hami, situé dans le Xinjiang, à l'Est des steppes de Balikun, à partir de croisements entre des chevaux de race Kazakh et Yili. En 1955, 1 200 chevaux Kazakh sont importés de l'Altaï. En 1957 et 1958, 600 Yili et 1 500 Kazakh supplémentaires les rejoignent. Des croisements sont systématisés, sur une base de 75 à 87,5 % de sang Kazakh.
Le haras d'État de Yili tombe en désuétude avec la fin de la demande en chevaux par l'armée, et doit adapter sa production à de nouvelles demandes.

## Description
Il toise de 1,37 m à 1,42 m. Le Yiwu présente une tête sèche de taille moyenne, au profil rectiligne ou de bélier. Les oreilles sont fines et épaisses, l'encolure droite et musclée, moyennement longue. La poitrine est large et profonde, le tronc est solide avec des côtes bien arrondies. Les membres sont solides avec des tendons bien définis. Les robes les plus communes sont le bai et le noir.
Les tests de puissance et d'endurance réalisés en 1982 démontrent une très bonne adaptation à l'altitude. Rapide, le Yiwu peut tracter 90 % de son propre poids. Monté à l'amble, il parcourt les 1 000 mètres en 2 minutes et 17,5 secondes. Au galop, il atteint les 1 000 mètres en 1 minute et 23,8 secondes. Il est également adapté au froid, la température de cette zone très montagneuse oscillant souvent autour des 0 °C. Pendant l'été, ces chevaux sont conduits à l'estive, dans les pâtures des monts Tian Shan. Un étalon est relâché pour la monte naturelle sur les troupeaux qui comptent de 12 à 18 juments. La sélection du Yiwu s'effectue exclusivement en race pure.

## Utilisations
La race est apte à la selle, au bât et à la traction.

## Diffusion de l'élevage
Le Yiwu est une race développée, c'est-à-dire créée en Chine à partir de croisements entre différentes races de chevaux d'origine étrangère. À très faibles effectifs, il a connu un déclin important. En 1980, entre 2 000 et 3 000 animaux sont répertoriés, avec une tendance à la stabilité. En 2007, il ne reste qu'entre 18 et 326 animaux. Le Yiwu est considéré comme une race locale asiatique, dont le niveau de menace est inconnu,.